# Израильская хоккейная лига в сезоне 2014/2015

## Израильская хоккейная лига в сезоне 2014/2015
Сезон 2014/2015 — это 24-й сезон чемпионата ИзХЛ.
Высший дивизион — 3-й сезон.
Национальный дивизион — 3-й сезон

## Высший Дивизион ИзХЛ 2014/2015
Высший Дивизион ИзХЛ 2014/2015 — это 3-й сезон чемпионата Израиля в Национальном Дивизионе.

### Участники
В турнире участвовало 9 команд, разделённых на 2 группы:
Группа «Север» — 4-кратный чемпион Израиля «Монфорт» из Маалота, 6-кратный чемпион Израиля «Хоукс» Хайфа и две команды из Метулы КИХШ и ХК Метула. Игры пройдут в Канада-Центр Метула.
Группа «Центр» — Действующий чемпион Израиля Ришон Дэвилз, «Хорсез» из города Кфар-Сава, ХК Бат-Ям, «Драгонс» Нес Циона и победитель Национального Дивизиона — Хитмен Раанана. Игры пройдут в Айс Пикс Холон.

### Регулярный чемпионат
|  | Команды, выходящие в финальный раунд    |
|  | Команды, выходящие в утешительный раунд |

Группа «Север»
| М | Команда   | И | В | ВО | ПО | П | ШЗ | ШП | РШ  | О  |
| - | --------- | - | - | -- | -- | - | -- | -- | --- | -- |
| 1 | Монфорт   | 6 | 6 | 0  | 0  | 0 | 36 | 8  | +28 | 18 |
| 2 | КИХШ      | 6 | 3 | 0  | 0  | 3 | 24 | 19 | +5  | 9  |
| 3 | Хоукс     | 6 | 2 | 0  | 0  | 4 | 17 | 16 | +1  | 6  |
| 4 | ХК Метула | 6 | 1 | 0  | 0  | 5 | 8  | 42 | -34 | 3  |

| Команда   | Монфорт       | КИХШ              | Хоукс       | ХК Метула         |
| --------- | ------------- | ----------------- | ----------- | ----------------- |
| Монфорт   |               | 3 : 2 5 : 3       | 3 : 1 4 : 1 | 11 : 0 10 : 1     |
| КИХШ      | 2 : 3 3 : 5   |                   | 5 : 3 3 : 2 | 0 : 5 (ТП) 11 : 1 |
| Хоукс     | 1 : 3 1 : 4   | 3 : 5 2 : 3       |             | 4 : 0 6 : 1       |
| ХК Метула | 0 : 11 1 : 10 | 5 : 0 (ТП) 1 : 11 | 0 : 4 1 : 6 |                   |

- При равенстве очков, место команды определяется по результату личной встречи.

Время местное (зимнее) (UTC+2).
| 14 ноября 2014 18:30 | Хоукс | 1 : 3 (1:2, 0:1, 0:0) | Монфорт | Канада-Центр, Метула |

| Отчёт                                 | Отчёт           | Отчёт                                                                                                   | Отчёт            | Отчёт             |
| ------------------------------------- | --------------- | --- | ---------------- | ----------------- |
|                                       |                 | |                  |                   |
|                                       | Борис Амромин   | Вратари                                                                                                 | Вахтанг Цинцадзе | Судья: Амит Лазми |
|                                       | Голы:           | |                  | Судья: Амит Лазми |
| Сергей Спорнов — 17:23 (Сергей Якель) | 0:1 0:2 1:2 1:3 | 01:09 — Вячеслав Голодницкий (Ури Бенхар) 06:15 — Антон Булахов (Виталий Шварцман) 30:48 — Марк Ревняга |                  | Судья: Амит Лазми |
|                                       |                 | |                  | Судья: Амит Лазми |
|                                       |                 | |                  | Судья: Амит Лазми |
|                                       |                 | |                  | Судья: Амит Лазми |
| 8 мин                                 | Штраф           | 0 мин                                                                                                   |                  | Судья: Амит Лазми |
|                                       |                 | |                  |                   |
|                                       |                 | |                  |                   |

| 14 ноября 2014 20:30 | ХК Метула | 5 : 0 (ТП) | КИХШ | Канада-Центр, Метула |

| Отчёт | Отчёт | Отчёт | Отчёт | Отчёт |
| ----- | ----- | ----- | ----- | ----- |
|       |       |       |       |       |
|       |       |       |       |       |
|       |       |       |       |       |
|       |       |       |       |       |
|       |       |       |       |       |
|       |       |       |       |       |
|       |       |       |       |       |
|       |       |       |       |       |
|       |       |       |       |       |

| 21 ноября 2014 20:30 | Монфорт | 11 : 0 (2:0, 4:0, 5:0) | ХК Метула | Канада-Центр, Метула |

| Отчёт | Отчёт                                         | Отчёт   | Отчёт      | Отчёт                 |
| --- | --------------------------------------------- | ------- | ---------- | --------------------- |
| |                                               |         |            |                       |
| | Вахтанг Цинцадзе                              | Вратари | Иоав Регев | Судья: Евгений Книтер |
| | Голы:                                         |         |            | Судья: Евгений Книтер |
| Виталий Шварцман — 07:29 Вячеслав Голодницкий — 16:48 Зив Шмуэли — 24:55 (Д. Козев) Виталий Шварцман — 28:37 (В. Голодницкий) Итай Шалев Бен Тов — 33:27 Вячеслав Голодницкий — 39:27 Марк Ревняга — 48:37 (И. Ш. Бен Тов) Итай Шалев Бен Тов — 48:43 (М. Ревняга) Виталий Шварцман — 51:59 (Д. Райтер) Виталий Шварцман — 57:00 Марк Ревняга — 58:54 (И. Ш. Бен Тов) | 1:0 2:0 3:0 4:0 5:0 6:0 7:0 8:0 9:0 10:0 11:0 |         |            | Судья: Евгений Книтер |
| |                                               |         |            | Судья: Евгений Книтер |
| |                                               |         |            | Судья: Евгений Книтер |
| |                                               |         |            | Судья: Евгений Книтер |
| 0 мин | Штраф                                         | 8 мин   |            | Судья: Евгений Книтер |
| |                                               |         |            |                       |
| |                                               |         |            |                       |

| 28 ноября 2014 17:15 | КИХШ | 2 : 3 (1:0, 1:1, 0:2) | Монфорт | Канада-Центр, Метула |

| Отчёт                                                                             | Отчёт               | Отчёт | Отчёт            | Отчёт             |
| --------------------------------------------------------------------------------- | ------------------- | --- | ---------------- | ----------------- |
|                                                                                   |                     | |                  |                   |
|                                                                                   | Авиху Сороцки       | Вратари | Вахтанг Цинцадзе | Судья: Амит Лазми |
|                                                                                   | Голы:               | |                  | Судья: Амит Лазми |
| Евгений Натальченко — 06:52 (Бен Черни) Михаэль Горовиц — 25:49 (Михаэль Мазейка) | 1:0 2:0 2:1 2:2 2:3 | 31:09 — Марк Ревняга (И. Бен Тов) 53:27 — Даниэль Голодницкий (М. Ревняга) 55:50 — Итай Бен Тов (В. Шварцман) |                  | Судья: Амит Лазми |
|                                                                                   |                     | |                  | Судья: Амит Лазми |
|                                                                                   |                     | |                  | Судья: Амит Лазми |
|                                                                                   |                     | |                  | Судья: Амит Лазми |
| 8 мин                                                                             | Штраф               | 0 мин |                  | Судья: Амит Лазми |
|                                                                                   |                     | |                  |                   |
|                                                                                   |                     | |                  |                   |

| 28 ноября 2014 19:30 | Хоукс | 4 : 0 (2:0, 2:0, 0:0) | ХК Метула | Канада-Центр, Метула |

| Отчёт | Отчёт                           | Отчёт   | Отчёт          | Отчёт |
| --- | ------------------------------- | ------- | -------------- | ----- |
| |                                 |         |                |       |
| | Борис Амромин Дмитрий Корницкий | Вратари | Майкл Мозейков |       |
| | Голы:                           |         |                |       |
| Александр Гордон - 15:41 Александр Гордон - 18:53 (Л. Труфанов) Владимир Шопинский - 22:16 (А. Гордон) Леонид Труфанов - 28:39 (В. Шопинский) | 1:0 2:0 3:0 4:0                 |         |                |       |
| |                                 |         |                |       |
| |                                 |         |                |       |
| |                                 |         |                |       |
| 6 мин | Штраф                           | 4 мин   |                |       |
| |                                 |         |                |       |
| |                                 |         |                |       |

| 5 декабря 2014 20:30 | Монфорт | 10 : 1 (1:0, 3:1, 6:0) | ХК Метула | Канада-Центр, Метула |

| Отчёт | Отчёт                                        | Отчёт                                    | Отчёт           | Отчёт                 |
| --- | -------------------------------------------- | ---------------------------------------- | --------------- | --------------------- |
| |                                              |                                          |                 |                       |
| | Вахтанг Цинцадзе                             | Вратари                                  | Михаил Мозейков | Судья: Евгений Книтер |
| | Голы:                                        |                                          |                 | Судья: Евгений Книтер |
| Даниэль Голодницкий — 01:40 (М. Ревняга) Марк Ревняга — 28:29 Марк Ревняга — 38:54 (И. Ш. Бен Тов) Виталий Шварцман — 39:36 Итай Шалев Бен Тов — 42:30 Вячеслав Голодницкий — 49:31 (В. Шварцман) Маром Моше Авраам — 51:04 Марк Ревняга — 52:26 (И. Ш. Бен Тов) Марк Ревняга — 58:12 Виталий Шварцман — 59:42 | 1:0 2:0 2:1 3:1 4:1 5:1 6:1 7:1 8:1 9:1 10:1 | 33:40 - Дотан Йеуда Тубуль (З. Д. Лайтл) |                 | Судья: Евгений Книтер |
| |                                              |                                          |                 | Судья: Евгений Книтер |
| |                                              |                                          |                 | Судья: Евгений Книтер |
| |                                              |                                          |                 | Судья: Евгений Книтер |
| 2 мин | Штраф                                        | 0 мин                                    |                 | Судья: Евгений Книтер |
| |                                              |                                          |                 |                       |
| |                                              |                                          |                 |                       |

| 12 декабря 2014 20:30 | Хоукс | 3 : 5 (1:2, 1:2, 1:1) | КИХШ | Канада-Центр, Метула |

| Отчёт | Отчёт         | Отчёт   | Отчёт | Отчёт |
| ----- | ------------- | ------- | ----- | ----- |
|       |               |         |       |       |
|       | Борис Амромин | Вратари |       |       |
|       |               |         |       |       |
|       |               |         |       |       |
|       |               |         |       |       |
|       |               |         |       |       |
|       |               |         |       |       |
|       |               |         |       |       |
|       |               |         |       |       |

| 2 января 2015 20:30 | КИХШ | 3 : 5 | Монфорт | Канада-Центр, Метула |

| Отчёт | Отчёт | Отчёт | Отчёт | Отчёт |
| ----- | ----- | ----- | ----- | ----- |
|       |       |       |       |       |
|       |       |       |       |       |
|       |       |       |       |       |
|       |       |       |       |       |
|       |       |       |       |       |
|       |       |       |       |       |
|       |       |       |       |       |
|       |       |       |       |       |
|       |       |       |       |       |

| 15 января 2015 17:00 | КИХШ | 11 : 1 | ХК Метула | Канада-Центр, Метула |

| Отчёт | Отчёт | Отчёт | Отчёт | Отчёт |
| ----- | ----- | ----- | ----- | ----- |
|       |       |       |       |       |
|       |       |       |       |       |
|       |       |       |       |       |
|       |       |       |       |       |
|       |       |       |       |       |
|       |       |       |       |       |
|       |       |       |       |       |
|       |       |       |       |       |
|       |       |       |       |       |

| 30 января 2015 20:00 | КИХШ | 3 : 2 | Хоукс | Канада-Центр, Метула |

| Отчёт | Отчёт | Отчёт | Отчёт | Отчёт |
| ----- | ----- | ----- | ----- | ----- |
|       |       |       |       |       |
|       |       |       |       |       |
|       |       |       |       |       |
|       |       |       |       |       |
|       |       |       |       |       |
|       |       |       |       |       |
|       |       |       |       |       |
|       |       |       |       |       |
|       |       |       |       |       |

| 6 февраля 2015 20:15 | Хоукс | 6 : 1 (2:0, 2:1, 2:0) | ХК Метула | Канада-Центр, Метула |

| Отчёт                                                                                                 | Отчёт                       | Отчёт                  | Отчёт      | Отчёт                 |
| --- | --------------------------- | ---------------------- | ---------- | --------------------- |
| |                             |                        |            |                       |
| | Борис Амромин               | Вратари                | Асиф Лазми | Судья: Евгений Книтер |
| | Голы:                       |                        |            | Судья: Евгений Книтер |
| Владимир Шопинский Леонид Труфанов (И. Динов) Владимир Шопинский Илья Динов Сергей Якель (В. Слуцкий) | 1:0 2:0 2:1 3:1 4:1 5:1 6:1 | Тамир Хагай (М. Сабаг) |            | Судья: Евгений Книтер |
| |                             |                        |            | Судья: Евгений Книтер |
| |                             |                        |            | Судья: Евгений Книтер |
| |                             |                        |            | Судья: Евгений Книтер |
| 14 мин                                                                                                | Штраф                       | 2 мин                  |            | Судья: Евгений Книтер |
| |                             |                        |            |                       |
| |                             |                        |            |                       |

| 27 февраля 2015 00:00 | Монфорт | 4 : 1 (2:1, 1:0, 1:0) | Хоукс | Канада-Центр, Метула |

| Отчёт                                                                  | Отчёт                       | Отчёт      | Отчёт         | Отчёт |
| ---------------------------------------------------------------------- | --------------------------- | ---------- | ------------- | ----- |
|                                                                        |                             |            |               |       |
|                                                                        | Вахтанг Цинцадзе Иоав Регев | Вратари    | Борис Амромин |       |
|                                                                        | Голы:                       |            |               |       |
| Александр Феклисов Даниэль Голодницкий Итай Шалев Бен Тов Марк Ревняга | 1:0 1:1 2:1 3:1 4:1         | Олег Вакал |               |       |
|                                                                        |                             |            |               |       |
|                                                                        |                             |            |               |       |
|                                                                        |                             |            |               |       |
|                                                                        |                             |            |               |       |
|                                                                        |                             |            |               |       |

Группа «Центр»
| М | Команда           | И | В | ВО | ПО | П | ШЗ | ШП | РШ  | О  |
| - | ----------------- | - | - | -- | -- | - | -- | -- | --- | -- |
| 1 | Ришон Дэвилз      | 8 | 6 | 1  | 0  | 1 | 69 | 24 | +45 | 20 |
| 2 | Хорсез            | 8 | 6 | 0  | 0  | 2 | 50 | 41 | +9  | 18 |
| 3 | Бат-Ям            | 8 | 4 | 0  | 1  | 3 | 34 | 29 | +5  | 13 |
| 4 | Драгонс Нес Циона | 8 | 2 | 0  | 0  | 6 | 26 | 41 | -15 | 6  |
| 5 | Хитмен            | 8 | 1 | 0  | 0  | 7 | 21 | 65 | -44 | 0  |

Время местное (UTC+2).
| 20 октября 2014 22:45 | Ришон Дэвилз | 8 : 3 (2:1, 2:0, 4:2) | Драгонс Нес Циона | Айс Пикс, Холон |

| Отчёт | Отчёт                                      | Отчёт                                                                          | Отчёт         | Отчёт               |
| --- | ------------------------------------------ | ------------------------------------------------------------------------------ | ------------- | ------------------- |
| |                                            |                                                                                |               |                     |
| | Александр Логинов                          | Вратари                                                                        | Евгений Гусин | Судья: Гиль Винокур |
| | Голы:                                      |                                                                                |               | Судья: Гиль Винокур |
| Евгений Маргулис — 13:00 Дмитрий Розенман — 19:40 Максим Буз — 31:20 (Евгений Маргулис) Владимир Каратиев — 38:00 (Евгений Маргулис) Максим Лошков — 45:10 Владимир Каратиев — 47:10 Валерий Силютин — 48:20 (Дмитрий Розенман) Максим Буз — 49:00 | 0:1 :1 2:1 3:1 4:1 5:1 6:1 7:1 8:1 8:2 8:3 | 09:00 — Амит Карми (5х4) 52:10 — Эвиатар Сиди 55:56 — Томер Цруя (Юваль Гинди) |               | Судья: Гиль Винокур |
| |                                            |                                                                                |               | Судья: Гиль Винокур |
| |                                            |                                                                                |               | Судья: Гиль Винокур |
| |                                            |                                                                                |               | Судья: Гиль Винокур |
| 4 мин | Штраф                                      | 8 мин                                                                          |               | Судья: Гиль Винокур |
| |                                            |                                                                                |               |                     |
| |                                            |                                                                                |               |                     |

| 31 октября 2014 23:00 | Драгонс Нес Циона | 4 : 1 (1:0, 2:1, 1:0) | Бат-Ям | Айс Пикс, Холон |

| Отчёт | Отчёт               | Отчёт                                 | Отчёт                            | Отчёт             |
| --- | ------------------- | ------------------------------------- | -------------------------------- | ----------------- |
| |                     |                                       |                                  |                   |
| | Евгений Гусин       | Вратари                               | Александр Ааронов Максим Гохберг | Судья: Гиль Тихон |
| | Голы:               |                                       |                                  | Судья: Гиль Тихон |
| Эвиатар Нисан — 06:00 (Сегев Коэн) Сегев Коэн — 37:00 (Владислав Носанков) Юваль Гинди — 38:40 Юваль Гинди — 44:50 (Амит Карми) | 1:0 1:1 2:1 3:1 4:1 | 21:10 — Нисим Бутбуль (Остап Родичев) |                                  | Судья: Гиль Тихон |
| |                     |                                       |                                  | Судья: Гиль Тихон |
| |                     |                                       |                                  | Судья: Гиль Тихон |
| |                     |                                       |                                  | Судья: Гиль Тихон |
| 18 мин | Штраф               | 14 мин                                |                                  | Судья: Гиль Тихон |
| |                     |                                       |                                  |                   |
| |                     |                                       |                                  |                   |

| 3 ноября 2014 22:45 | Хорсез | 5 : 4 (1:1, 2:2, 2:1) | Хитмен | Айс Пикс, Холон |

| Отчёт | Отчёт                               | Отчёт | Отчёт         | Отчёт             |
| --- | ----------------------------------- | --- | ------------- | ----------------- |
| |                                     | |               |                   |
| | Амит Газаль                         | Вратари | Лайам Горовец | Судья: Гиль Тихон |
| | Голы:                               | |               | Судья: Гиль Тихон |
| Ори Кафри (4x3) — 4:40 Гур Север — 32:00 Гур Север — 33:20 (Бен Розенцвейг) Бен Розенцвейг — 43:00 (Охад Вайсман) Охад Вайсман — 45:00 (Гур Север) | 1:0 1:1 2:1 3:1 3:2 3:3 4:3 5:3 5:4 | 16:40 — Михаэль Фурман (4x3) (Стивен Клиш) 33:40 — Стивен Клиш 38:20 — Элиэзер Тильсон (Михаэль Фурман) 59:10 — Брайан Спивак (Стивен Клиш) |               | Судья: Гиль Тихон |
| |                                     | |               | Судья: Гиль Тихон |
| |                                     | |               | Судья: Гиль Тихон |
| |                                     | |               | Судья: Гиль Тихон |
| 20 мин | Штраф                               | 18 мин |               | Судья: Гиль Тихон |
| |                                     | |               |                   |
| |                                     | |               |                   |

| 7 ноября 2014 23:00 | Бат-Ям | 2 : 3(Б) (0:0, 2:1, 0:1, 0:1) | Ришон Дэвилз | Айс Пикс, Холон |

| Отчёт                                            | Отчёт                            | Отчёт                                                                                       | Отчёт                       | Отчёт |
| ------------------------------------------------ | -------------------------------- | ------------------------------------------------------------------------------------------- | --------------------------- | ----- |
|                                                  |                                  |                                                                                             |                             |       |
|                                                  | Александр Ааронов Максим Гохберг | Вратари                                                                                     | Александр Логинов Нир Тихон |       |
|                                                  | Голы:                            |                                                                                             |                             |       |
| 22:10 — Иошуа Гринберг 30:00 — Михаил Кожевников | 1:0 1:1 2:1 2:2 2:3              | Евгений Маргулис — 25:20 (А. Пишкин) Евгений Маргулис — 40:50 (А. Пишкин) Эли Клайн — 65:00 |                             |       |
|                                                  |                                  |                                                                                             |                             |       |
|                                                  |                                  |                                                                                             |                             |       |
|                                                  |                                  |                                                                                             |                             |       |
| 14 мин                                           | Штраф                            | 6 мин                                                                                       |                             |       |
|                                                  |                                  |                                                                                             |                             |       |
|                                                  |                                  |                                                                                             |                             |       |

| 9 ноября 2014 22:00 | Бат-Ям | 7 : 8 (3:3, 2:3, 2:2) | Хорсез | Айс Пикс, Холон |

| Отчёт | Отчёт                                                     | Отчёт | Отчёт       | Отчёт             |
| --- | --------------------------------------------------------- | --- | ----------- | ----------------- |
| |                                                           | |             |                   |
| | Александр Ааронов Максим Гохберг                          | Вратари | Амит Газаль | Судья: Гиль Тихон |
| | Голы:                                                     | |             | Судья: Гиль Тихон |
| Евгений Кожевников - 10:00 (М. Кожевников) Сергей Криштофович - 10:50 (Э. Токер) Сергей Шифрин - 18:30 (Е. Кожевников) Дмитрий Муратов - 24:40 (А. Литвак) Евгений Кожевников - 39:30 (И. Гринберг) Евгений Кожевников - 48:30 (М. Кожевников) Евгений Кожевников - 51:45 (М. Кожевников) | 1:0 2:0 1:2 2:2 2:3 :3 3:4 :4 4:5 4:6 5:6 5:7 6:7 7:7 7:8 | 13:50 - Ори Кафри (Г. Укко) 14:20 - Рани Гуткин (Б. Вайцман) 15:10 - Охад Вайсман 23:30 - Ори Кафри (Г. Жуков) 29:10 - Бен Вайцман (О. Кафри) 32:50 - Рани Гуткин (О. Кафри) 46:25 - Гур Север 59:50 - Рани Гуткин |             | Судья: Гиль Тихон |
| |                                                           | |             | Судья: Гиль Тихон |
| |                                                           | |             | Судья: Гиль Тихон |
| |                                                           | |             | Судья: Гиль Тихон |
| 18 мин | Штраф                                                     | 8 мин |             | Судья: Гиль Тихон |
| |                                                           | |             |                   |
| |                                                           | |             |                   |

| 10 ноября 2014 22:45 | Хитмен | 1 : 8 (1:3, 0:0, 0:5) | Бат-Ям | Айс Пикс, Холон |

| Отчёт                            | Отчёт                               | Отчёт | Отчёт             | Отчёт             |
| -------------------------------- | ----------------------------------- | --- | ----------------- | ----------------- |
|                                  |                                     | |                   |                   |
|                                  | Лайм Горовиц                        | Вратари | Александр Ааронов | Судья: Гиль Тихон |
|                                  | Голы:                               | |                   | Судья: Гиль Тихон |
| Стивен Клиш - 19:05 (Г. Винокур) | 0:1 0:2 0:3 1:3 1:4 1:5 1:6 1:7 1:8 | 11:30 - Евгений Кожевников (C. Криштофович) 12:20 - Сергей Криштофович (О. Родичев) 18:00 - Евгений Кожевников (М. Родичев) 46:50 - Евгений Кожевников (И. Гринберг) 47:50 - Иошуа Гринберг (Е. Кожевников) 53:00 - Михаил Кожевников (И. Гринберг) 54:30 - Александр Литвак 57:20 - Сергей Шифрин (Н. Бутбуль) |                   | Судья: Гиль Тихон |
|                                  |                                     | |                   | Судья: Гиль Тихон |
|                                  |                                     | |                   | Судья: Гиль Тихон |
|                                  |                                     | |                   | Судья: Гиль Тихон |
| 12 мин                           | Штраф                               | 33 мин |                   | Судья: Гиль Тихон |
|                                  |                                     | |                   |                   |
|                                  |                                     | |                   |                   |

| 21 ноября 2014 23:00 | Ришон Дэвилз | 9 : 6 (2:2, 3:1, 4:3) | Хорсез | Айс Пикс, Холон |

| Отчёт | Отчёт                                                       | Отчёт | Отчёт       | Отчёт                  |
| --- | ----------------------------------------------------------- | --- | ----------- | ---------------------- |
| |                                                             | |             |                        |
| | Александр Логинов Нир Тихон                                 | Вратари | Амит Газаль | Судья: Дмитрий Громков |
| | Голы:                                                       | |             | Судья: Дмитрий Громков |
| Эли Клайн - 01:20 Эли Клайн - 16:30 Бар Каминский - 22:50 Максим Буз - 34:20 (Э. Клайн) Максим Буз - 35:20 (А. Пишкин, Э. Клайн) Евгений Маргулис - 40:45 Эли Клайн - 51:20 Маор Шарф - 58:20 (Д. Ратнер) Эли Клайн - 58:30 (А. Пишкин) | 1:0 1:1 2:1 2:2 3:2 3:3 4:3 5:3 6:3 6:4 6:5 6:6 7:6 8:6 9:6 | 14:45 - Бен Вайцман (Т. Ратманский) 17:20 - Бен Розенцвейг 26:40 - Рани Гуткин (Б. Вайцман) 45:40 - Ори Кафри 46:20 - Ори Кафри 49:20 - Ори Кафри |             | Судья: Дмитрий Громков |
| |                                                             | |             | Судья: Дмитрий Громков |
| |                                                             | |             | Судья: Дмитрий Громков |
| |                                                             | |             | Судья: Дмитрий Громков |
| 6 мин | Штраф                                                       | 6 мин |             | Судья: Дмитрий Громков |
| |                                                             | |             |                        |
| |                                                             | |             |                        |

| 28 ноября 2014 23:00 | Ришон Дэвилз | 8 : 4 (1:2, 3:1, 4:1) | Драгонс Нес Циона | Айс Пикс, Холон |

| Отчёт | Отчёт                                          | Отчёт                                                                                                   | Отчёт         | Отчёт                                |
| --- | ---------------------------------------------- | --- | ------------- | ------------------------------------ |
| |                                                | |               |                                      |
| | Александр Логинов Нир Тихон                    | Вратари                                                                                                 | Евгений Гусин | Судья: Михаил Рубинштейн Моше Элькин |
| | Голы:                                          | |               | Судья: Михаил Рубинштейн Моше Элькин |
| Эли Клайн — 06:30 (Е. Маргулис) Эли Клайн — 23:20 Валерий Силютин — 30:20 Максим Буз — 31:00 (М. Шерф) Маор Шерф — 42:15 (М. Буз) Евгений Маргулис — 47:15 Эли Клайн — 55:43 Дмитрий Розенман — 59:40 | 1:0 1:1 1:2 :2 3:2 4:2 4:3 5:3 5:4 6:4 7:4 8:4 | 14:00 — Александр Исъянов 19:30 — Александр Исъянов Эвиатар Сиди — 39:20 (Т. Цруя) Эвиатар Сиди — 43:00 |               | Судья: Михаил Рубинштейн Моше Элькин |
| |                                                | |               | Судья: Михаил Рубинштейн Моше Элькин |
| |                                                | |               | Судья: Михаил Рубинштейн Моше Элькин |
| |                                                | |               | Судья: Михаил Рубинштейн Моше Элькин |
| 4 мин | Штраф                                          | 2 мин                                                                                                   |               | Судья: Михаил Рубинштейн Моше Элькин |
| |                                                | |               |                                      |
| |                                                | |               |                                      |

| 1 декабря 2014 22:45 | Драгонс Нес Циона | 5 : 0 (ТП) | Хитмен | Айс Пикс, Холон |

| Отчёт | Отчёт | Отчёт | Отчёт | Отчёт |
| ----- | ----- | ----- | ----- | ----- |
|       |       |       |       |       |
|       |       |       |       |       |
|       |       |       |       |       |
|       |       |       |       |       |
|       |       |       |       |       |
|       |       |       |       |       |
|       |       |       |       |       |
|       |       |       |       |       |
|       |       |       |       |       |

| 5 декабря 2014 23:00 | Хорсез | 3 : 12 (0:1, 1:3, 2:8) | Ришон Дэвилз | Айс Пикс, Холон |

| Отчёт                                                                            | Отчёт                                                           | Отчёт | Отчёт                       | Отчёт                    |
| -------------------------------------------------------------------------------- | --------------------------------------------------------------- | --- | --------------------------- | ------------------------ |
|                                                                                  |                                                                 | |                             |                          |
|                                                                                  | Амит Газаль                                                     | Вратари | Александр Логинов Нир Тихон | Судья: Михаил Рубинштейн |
|                                                                                  | Голы:                                                           | |                             | Судья: Михаил Рубинштейн |
| Ори Кафри — 35:00 (Б. Циммерман) Ори Кафри — 54:30 (Р. Гуткин) Ори Кафри — 59:30 | 0:1 0:2 0:3 0:4 1:4 1:5 1:6 1:7 1:8 1:9 2:9 2:10 2:11 2:12 3:12 | 08:20 — Дмитрий Розенман 21:30 — Эли Клайн 27:00 — Станислав Ратнер (В. Силютин) 31:10 — Артур Пишкин 41:10 — Артур Пишкин 43:45 — Нир Шитрит 47:00 — Эли Клайн 51:09 — Маор Шарф 52:50 — Артур Пишкин 57:40 — Артур Пишкин (М. Буз) 57:59 — Дмитрий Розенман 58:25 — Валерий Силютин |                             | Судья: Михаил Рубинштейн |
|                                                                                  |                                                                 | |                             | Судья: Михаил Рубинштейн |
|                                                                                  |                                                                 | |                             | Судья: Михаил Рубинштейн |
|                                                                                  |                                                                 | |                             | Судья: Михаил Рубинштейн |
| 2 мин                                                                            | Штраф                                                           | 8 мин |                             | Судья: Михаил Рубинштейн |
|                                                                                  |                                                                 | |                             |                          |
|                                                                                  |                                                                 | |                             |                          |

| 12 декабря 2014 23:00 | Драгонс Нес Циона | 1 : 7 (1:1, 0:2, 0:4) | Бат-Ям | Айс Пикс, Холон |

| Отчёт                      | Отчёт                           | Отчёт | Отчёт                            | Отчёт                               |
| -------------------------- | ------------------------------- | --- | -------------------------------- | ----------------------------------- |
|                            |                                 | |                                  |                                     |
|                            | Евгений Гусин                   | Вратари | Александр Ааронов Максим Гохберг | Судья: Мизаил Рубинштейн Гиль Тихон |
|                            | Голы:                           | |                                  | Судья: Мизаил Рубинштейн Гиль Тихон |
| Владислав Носанков — 14:50 | 1:0 1:1 1:2 1:3 1:4 1:5 1:6 1:7 | 16:20 — Иошуа Гринберг (С. Шифрин) 24:50 — Эдуард Токарь 33:00 — Алкесандр Литвак 46:40 — Эдуард Токарь (А. Литвак) 56:40 — Иошуа Гринберг (О. Родичев) 58:00 — Сергей Криштофович 59:00 — Иошуа Гринберг (Н. Бутбуль) |                                  | Судья: Мизаил Рубинштейн Гиль Тихон |
|                            |                                 | |                                  | Судья: Мизаил Рубинштейн Гиль Тихон |
|                            |                                 | |                                  | Судья: Мизаил Рубинштейн Гиль Тихон |
|                            |                                 | |                                  | Судья: Мизаил Рубинштейн Гиль Тихон |
| 6 мин                      | Штраф                           | 22 мин |                                  | Судья: Мизаил Рубинштейн Гиль Тихон |
|                            |                                 | |                                  |                                     |
|                            |                                 | |                                  |                                     |

| 15 декабря 2014 22:45 | Хитмен | 4 : 6 (1:2, 2:2, 1:2) | Бат-Ям | Айс Пикс, Холон |

| Отчёт | Отчёт                                  | Отчёт | Отчёт                            | Отчёт                        |
| --- | -------------------------------------- | --- | -------------------------------- | ---------------------------- |
| |                                        | |                                  |                              |
| | Лайм Горовиц                           | Вратари | Александр Ааронов Максим Гохберг | Судья: Гиль Тихон Максим Буз |
| | Голы:                                  | |                                  | Судья: Гиль Тихон Максим Буз |
| Элиэзер Тильсон - 04:30 Элиэзер Тильсон - 22:30 (И. Шварц) Ионатан Шварц - 27:10 (Б. Спивак) Ионатан Шварц - 53:40 (С. Клиш) | 1:0 1:1 1:2 :2 3:2 3:3 3:4 3:5 3:6 4:6 | 11:31 - Илья Левин (C. Криштофович) 17:45 - Иошуа Гринберг 35:35 - Эдуард Токарь (М. Лебедев) 38:26 - Иошуа Гринберг (Г. Кремер) 42:05 - Марэк Лебедев 48:40 - Марэк Лебедев (М. Лебедев) |                                  | Судья: Гиль Тихон Максим Буз |
| |                                        | |                                  | Судья: Гиль Тихон Максим Буз |
| |                                        | |                                  | Судья: Гиль Тихон Максим Буз |
| |                                        | |                                  | Судья: Гиль Тихон Максим Буз |
| 31 мин | Штраф                                  | 29 мин |                                  | Судья: Гиль Тихон Максим Буз |
| |                                        | |                                  |                              |
| |                                        | |                                  |                              |

| 26 декабря 2014 23:00 | Хорсез | 5 : 2 | Драгонс Нес Циона | Айс Пикс, Холон |

| Отчёт | Отчёт | Отчёт | Отчёт | Отчёт |
| ----- | ----- | ----- | ----- | ----- |
|       |       |       |       |       |
|       |       |       |       |       |
|       |       |       |       |       |
|       |       |       |       |       |
|       |       |       |       |       |
|       |       |       |       |       |
|       |       |       |       |       |
|       |       |       |       |       |
|       |       |       |       |       |

| 2 января 2015 23:00 | Хорсез | 7 : 1 | Бат-Ям | Айс Пикс, Холон |

| Отчёт | Отчёт | Отчёт | Отчёт | Отчёт |
| ----- | ----- | ----- | ----- | ----- |
|       |       |       |       |       |
|       |       |       |       |       |
|       |       |       |       |       |
|       |       |       |       |       |
|       |       |       |       |       |
|       |       |       |       |       |
|       |       |       |       |       |
|       |       |       |       |       |
|       |       |       |       |       |

| 5 января 2015 22:45 | Хитмен | 2 : 10 | Хорсез | Айс Пикс, Холон |

| Отчёт | Отчёт | Отчёт | Отчёт | Отчёт |
| ----- | ----- | ----- | ----- | ----- |
|       |       |       |       |       |
|       |       |       |       |       |
|       |       |       |       |       |
|       |       |       |       |       |
|       |       |       |       |       |
|       |       |       |       |       |
|       |       |       |       |       |
|       |       |       |       |       |
|       |       |       |       |       |

| 16 января 2015 23:00 | Ришон Дэвилз | 1 : 2 | Бат-Ям | Айс Пикс, Холон |

| Отчёт | Отчёт | Отчёт | Отчёт | Отчёт |
| ----- | ----- | ----- | ----- | ----- |
|       |       |       |       |       |
|       |       |       |       |       |
|       |       |       |       |       |
|       |       |       |       |       |
|       |       |       |       |       |
|       |       |       |       |       |
|       |       |       |       |       |
|       |       |       |       |       |
|       |       |       |       |       |

| 18 января 2015 22:45 | Драгонс Нес Циона | 4 : 6 | Хорсез | Айс Пикс, Холон |

| Отчёт | Отчёт | Отчёт | Отчёт | Отчёт |
| ----- | ----- | ----- | ----- | ----- |
|       |       |       |       |       |
|       |       |       |       |       |
|       |       |       |       |       |
|       |       |       |       |       |
|       |       |       |       |       |
|       |       |       |       |       |
|       |       |       |       |       |
|       |       |       |       |       |
|       |       |       |       |       |

| 19 января 2015 22:45 | Ришон Дэвилз | 12 : 3 | Хитмен | Айс Пикс, Холон |

| Отчёт | Отчёт | Отчёт | Отчёт | Отчёт |
| ----- | ----- | ----- | ----- | ----- |
|       |       |       |       |       |
|       |       |       |       |       |
|       |       |       |       |       |
|       |       |       |       |       |
|       |       |       |       |       |
|       |       |       |       |       |
|       |       |       |       |       |
|       |       |       |       |       |
|       |       |       |       |       |

### Утешительный раунд
| М | Команда           | И | В | ВО | ПО | П | ШЗ | ШП | РШ  | О  |
| - | ----------------- | - | - | -- | -- | - | -- | -- | --- | -- |
| 5 | Хоукс             | 8 | 5 | 0  | 0  | 3 | 30 | 21 | +9  | 15 |
| 6 | Хитмен            | 7 | 4 | 0  | 1  | 2 | 30 | 20 | +10 | 13 |
| 7 | Драгонс Нес Циона | 8 | 4 | 0  | 1  | 3 | 30 | 31 | -1  | 13 |
| 8 | Бат-Ям            | 8 | 3 | 0  | 0  | 5 | 21 | 26 | -5  | 9  |
| 9 | ХК Метула         | 7 | 1 | 2  | 0  | 4 | 12 | 25 | -13 | 7  |

| 2 марта 2015 22:45 | Хитмен | 7 : 3 (5:0, 0:0, 2:3) | Драгонс Нес Циона | Айс Пикс, Холон |

| Отчёт                                                                                        | Отчёт                                   | Отчёт                          | Отчёт         | Отчёт             |
| -------------------------------------------------------------------------------------------- | --------------------------------------- | ------------------------------ | ------------- | ----------------- |
|                                                                                              |                                         |                                |               |                   |
|                                                                                              | Лайм Горовиц                            | Вратари                        | Евгений Гусин | Судья: Гиль Тихон |
|                                                                                              | Голы:                                   |                                |               | Судья: Гиль Тихон |
| Ионатан Марер (Я. Закс) Брайан Спивак (И. Шварц) Ави Эдель (Я. Закс) Ионатан Марер Ави Эдель | 1:0 2:0 3:0 4:0 5:0 5:1 6:1 7:1 7:2 7:3 | Амит Карми Лиор Шайн Лиор Шайн |               | Судья: Гиль Тихон |
|                                                                                              |                                         |                                |               | Судья: Гиль Тихон |
|                                                                                              |                                         |                                |               | Судья: Гиль Тихон |
|                                                                                              |                                         |                                |               | Судья: Гиль Тихон |
| 4 мин                                                                                        | Штраф                                   | 14 мин                         |               | Судья: Гиль Тихон |
|                                                                                              |                                         |                                |               |                   |
|                                                                                              |                                         |                                |               |                   |

| 6 марта 2015 23:00 | Бат-Ям | 3 : 7 | Драгонс Нес Циона | Айс Пикс, Холон |

| Отчёт | Отчёт | Отчёт | Отчёт | Отчёт |
| ----- | ----- | ----- | ----- | ----- |
|       |       |       |       |       |
|       |       |       |       |       |
|       |       |       |       |       |
|       |       |       |       |       |
|       |       |       |       |       |
|       |       |       |       |       |
|       |       |       |       |       |
|       |       |       |       |       |
|       |       |       |       |       |

| 9 марта 2015 22:45 | Бат-Ям | 3 : 4 | Хитмен | Айс Пикс, Холон |

| Отчёт | Отчёт | Отчёт | Отчёт | Отчёт |
| ----- | ----- | ----- | ----- | ----- |
|       |       |       |       |       |
|       |       |       |       |       |
|       |       |       |       |       |
|       |       |       |       |       |
|       |       |       |       |       |
|       |       |       |       |       |
|       |       |       |       |       |
|       |       |       |       |       |
|       |       |       |       |       |

| 13 марта 2015 17:00 | ХК Метула | 1 : 6 | Бат-Ям | Канада-Центр, Метула |

| Отчёт | Отчёт | Отчёт | Отчёт | Отчёт |
| ----- | ----- | ----- | ----- | ----- |
|       |       |       |       |       |
|       |       |       |       |       |
|       |       |       |       |       |
|       |       |       |       |       |
|       |       |       |       |       |
|       |       |       |       |       |
|       |       |       |       |       |
|       |       |       |       |       |
|       |       |       |       |       |

| 13 марта 2015 20:30 | Хоукс | 0 : 1 | Бат-Ям | Канада-Центр, Метула |

| Отчёт | Отчёт | Отчёт | Отчёт | Отчёт |
| ----- | ----- | ----- | ----- | ----- |
|       |       |       |       |       |
|       |       |       |       |       |
|       |       |       |       |       |
|       |       |       |       |       |
|       |       |       |       |       |
|       |       |       |       |       |
|       |       |       |       |       |
|       |       |       |       |       |
|       |       |       |       |       |

| 15 марта 2015 23:00 | Бат-Ям | 4 : 2 (0:1, 3:1, 1:0) | Драгонс Нес Циона | Айс Пикс, Холон |

| Отчёт | Отчёт                 | Отчёт                       | Отчёт                           | Отчёт                             |
| --- | --------------------- | --------------------------- | ------------------------------- | --------------------------------- |
| |                       |                             |                                 |                                   |
| | Максим Гохберг        | Вратари                     | Евгений Гусин Александр Ааронов | Судья: Марк Рубинштейн Гиль Тихон |
| | Голы:                 |                             |                                 | Судья: Марк Рубинштейн Гиль Тихон |
| Остап Родичев (Д. Муратов) Иошуа Гринберг (Д. Муратов) Илья Левин (Э. Токер) Иошуа Гринберг (Д. Муратов) | 0:1 :1 1:2 :2 3:2 4:2 | Александр Исъянов Лиор Шайн |                                 | Судья: Марк Рубинштейн Гиль Тихон |
| |                       |                             |                                 | Судья: Марк Рубинштейн Гиль Тихон |
| |                       |                             |                                 | Судья: Марк Рубинштейн Гиль Тихон |
| |                       |                             |                                 | Судья: Марк Рубинштейн Гиль Тихон |
| 6 мин | Штраф                 | 6 мин                       |                                 | Судья: Марк Рубинштейн Гиль Тихон |
| |                       |                             |                                 |                                   |
| |                       |                             |                                 |                                   |

| 20 марта 2015 20:00 | Бат-Ям | 1 : 4 (0:1, 1:2, 0:1) | Хоукс | Айс Пикс, Холон |

| Отчёт | Отчёт          | Отчёт   | Отчёт                       | Отчёт                             |
| ----- | -------------- | ------- | --------------------------- | --------------------------------- |
|       |                |         |                             |                                   |
|       | Максим Гохберг | Вратари | Борис Амромин Виктор Чернов | Судья: Марк Рубинштейн Гиль Тихон |
|       |                |         |                             | Судья: Марк Рубинштейн Гиль Тихон |
|       |                |         |                             | Судья: Марк Рубинштейн Гиль Тихон |
|       |                |         |                             | Судья: Марк Рубинштейн Гиль Тихон |
|       |                |         |                             | Судья: Марк Рубинштейн Гиль Тихон |
|       |                |         |                             | Судья: Марк Рубинштейн Гиль Тихон |
| 6 мин | Штраф          | 6 мин   |                             | Судья: Марк Рубинштейн Гиль Тихон |
|       |                |         |                             |                                   |
|       |                |         |                             |                                   |

| 20 марта 2015 21:30 | Драгонс Нес Циона | 4 : 2 (1:0, 2:0, 1:2) | Хоукс | Айс Пикс, Холон |

| Отчёт | Отчёт                           | Отчёт                       | Отчёт                       | Отчёт                             |
| --- | ------------------------------- | --------------------------- | --------------------------- | --------------------------------- |
| |                                 |                             |                             |                                   |
| | Евгений Гусин Александр Ааронов | Вратари                     | Борис Амромин Виктор Чернов | Судья: Марк Рубинштейн Гиль Тихон |
| | Голы:                           |                             |                             | Судья: Марк Рубинштейн Гиль Тихон |
| Остап Родичев (Д. Муратов) Иошуа Гринберг (Д. Муратов) Илья Левин (Э. Токер) Иошуа Гринберг (Д. Муратов) | 0:1 :1 1:2 :2 3:2 4:2           | Александр Исъянов Лиор Шайн |                             | Судья: Марк Рубинштейн Гиль Тихон |
| |                                 |                             |                             | Судья: Марк Рубинштейн Гиль Тихон |
| |                                 |                             |                             | Судья: Марк Рубинштейн Гиль Тихон |
| |                                 |                             |                             | Судья: Марк Рубинштейн Гиль Тихон |
| 11 мин                                                                                                   | Штраф                           | 2 мин                       |                             | Судья: Марк Рубинштейн Гиль Тихон |
| |                                 |                             |                             |                                   |
| |                                 |                             |                             |                                   |

| 27 марта 2015 20:30 | Хоукс | 6 : 1 (0:0, 4:1, 2:0) | ХК Метула | Канада-Центер, Метула |

| Отчёт | Отчёт                       | Отчёт                         | Отчёт                       | Отчёт               |
| --- | --------------------------- | ----------------------------- | --------------------------- | ------------------- |
| |                             |                               |                             |                     |
| | Борис Амромин               | Вратари                       | Михаэль Мозейков Асиф Лазми | Судья: Итай Бен Тов |
| | Голы:                       |                               |                             | Судья: Итай Бен Тов |
| Александр Гордон - 22:15 (C. Спорнов) Илья Динов - 32:09 (В. Шопинский) Сергей Спорнов - 33:50 (П. Рожков) Леонид Труфанов - 36:50 Сергей Спорнов - 54:00 Борис Прессель - 54:50 (C. Спорнов) | 1:0 2:0 3:0 3:1 4:1 5:1 6:1 | 34:52 - Бар Коэн (C. Спорнов) |                             | Судья: Итай Бен Тов |
| |                             |                               |                             | Судья: Итай Бен Тов |
| |                             |                               |                             | Судья: Итай Бен Тов |
| |                             |                               |                             | Судья: Итай Бен Тов |
| 6 мин | Штраф                       | 2 мин                         |                             | Судья: Итай Бен Тов |
| |                             |                               |                             |                     |
| |                             |                               |                             |                     |

### Финальный раунд
|  | Команды, выходящие в финал              |
|  | Команды, выходящие на матч за 3-е место |

| М | Команда      | И | В | ВО | ПО | П | ШЗ | ШП | РШ  | О  |
| - | ------------ | - | - | -- | -- | - | -- | -- | --- | -- |
| 1 | Ришон Дэвилз | 6 | 4 | 0  | 0  | 2 | 30 | 11 | +19 | 12 |
| 2 | КИХШ         | 5 | 3 | 1  | 0  | 1 | 19 | 15 | +4  | 11 |
| 3 | Монфорт      | 6 | 2 | 0  | 1  | 3 | 27 | 28 | -1  | 7  |
| 4 | Хорсез       | 5 | 1 | 0  | 0  | 4 | 15 | 37 | -22 | 3  |

### Матч за 3-е место
| 29 мая 2015 20:30 | Монфорт | 7 : 4 (0:1, 3:1, 4:2) | Хорсез | Канада Центр, Метула |

| Отчёт | Отчёт                                       | Отчёт | Отчёт       | Отчёт                  |
| --- | ------------------------------------------- | --- | ----------- | ---------------------- |
| |                                             | |             |                        |
| | Вахтанг Цинцадзе Иоав Регев                 | Вратари | Амит Газаль | Судья: Дмитрий Громков |
| | Голы:                                       | |             | Судья: Дмитрий Громков |
| Маром Авраам - 33:40 (Д. Голодницкий) Виталий Шварцман - 36:20 Марк Ревняга - 37:30 Маром Авраам - 54:20 Виталий Шварцман - 55:05 Виталий Шварцман - 56:05 Виталий Шварцман - 59:20 | 0:1 0:2 1:2 2:2 3:2 3:3 4:3 5:3 6:3 6:4 7:4 | 16:14 - Бен Розенцвейг (О. Кафри) 30:32 - Давид Левин 51:02 - Давид Левин 57:30 - Бен Розенцвейг (О. Кафри) |             | Судья: Дмитрий Громков |
| |                                             | |             | Судья: Дмитрий Громков |
| |                                             | |             | Судья: Дмитрий Громков |
| |                                             | |             | Судья: Дмитрий Громков |
| 9 мин | Штраф                                       | 14 мин |             | Судья: Дмитрий Громков |
| |                                             | |             |                        |
| |                                             | |             |                        |

### Финал
| 29 мая 2015 22:15 | КИХШ | 1 : 5 (1:1, 0:4, 0:0) | Ришон Дэвилз | Канада Центр, Метула |

| Отчёт                  | Отчёт                   | Отчёт | Отчёт                       | Отчёт                  |
| ---------------------- | ----------------------- | --- | --------------------------- | ---------------------- |
|                        |                         | |                             |                        |
|                        | Авиху Сороцки           | Вратари | Александр Логинов Нир Тихон | Судья: Дмитрий Громков |
|                        | Голы:                   | |                             | Судья: Дмитрий Громков |
| Михаэль Мазейка - 8:02 | 1:0 1:1 1:2 1:3 1:4 1:5 | 9:31 - Владимир Каратаев 23:10 - Артур Пушкин (Антон Кривобрюхов) 32:48 - Артур Пушкин 33:10 - Марек Лебедев 37:20 - Артур Пушкин |                             | Судья: Дмитрий Громков |
|                        |                         | |                             | Судья: Дмитрий Громков |
|                        |                         | |                             | Судья: Дмитрий Громков |
|                        |                         | |                             | Судья: Дмитрий Громков |
| 16 мин                 | Штраф                   | 26 мин |                             | Судья: Дмитрий Громков |
|                        |                         | |                             |                        |
|                        |                         | |                             |                        |

## Лига леумит Израиля по хоккею в сезоне 2014/2015
Лига леумит Израиля по хоккею 2014/2015 — 3-й сезон чемпионата Израиля в Лиге леумит.
Победителем стала команда из Ришон-ле-Циона Ришон Дэвилз — 2

## Молодёжный чемпионат ИзХЛ 2014/2015
|  | Команды, выходящие в финальный раунд |

| М | Команда         | И  | В  | ВО | ПО | П  | ШЗ  | ШП  | РШ   | О  |
| - | --------------- | -- | -- | -- | -- | -- | --- | --- | ---- | -- |
| 1 | Хорсез М        | 14 | 11 | 0  | 2  | 1  | 126 | 33  | +93  | 35 |
| 2 | Монфорт М       | 14 | 11 | 0  | 0  | 3  | 115 | 32  | +83  | 33 |
| 3 | Ришон Дэвилз М  | 14 | 11 | 0  | 0  | 3  | 111 | 47  | +64  | 33 |
| 4 | Драгонс М       | 14 | 9  | 2  | 0  | 3  | 100 | 38  | +62  | 31 |
| 5 | Метула М        | 13 | 5  | 0  | 0  | 8  | 46  | 93  | -47  | 15 |
| 6 | Сильвер Фокс М  | 14 | 4  | 0  | 0  | 10 | 49  | 83  | -34  | 12 |
| 7 | ХК Холон М      | 12 | 1  | 0  | 0  | 11 | 24  | 100 | -76  | 3  |
| 8 | Галиль Элийон М | 13 | 0  | 0  | 0  | 13 | 6   | 151 | -145 | 0  |

Время местное (UTC+2).
| 25 октября 2014 | Метула М | 1 : 10 | Драгонс М | Айс Пикс, Холон |

| Отчёт | Отчёт | Отчёт | Отчёт | Отчёт |
| ----- | ----- | ----- | ----- | ----- |
|       |       |       |       |       |
|       |       |       |       |       |
|       |       |       |       |       |
|       |       |       |       |       |
|       |       |       |       |       |
|       |       |       |       |       |
|       |       |       |       |       |
|       |       |       |       |       |
|       |       |       |       |       |

| 1 ноября 2014 | Ришон Дэвилз М | 7 : 5 | Хорсез М | Айс Пикс, Холон |

| Отчёт | Отчёт | Отчёт | Отчёт | Отчёт |
| ----- | ----- | ----- | ----- | ----- |
|       |       |       |       |       |
|       |       |       |       |       |
|       |       |       |       |       |
|       |       |       |       |       |
|       |       |       |       |       |
|       |       |       |       |       |
|       |       |       |       |       |
|       |       |       |       |       |
|       |       |       |       |       |

| 14 ноября 2014 17:15 | ХК Холон М | 1 : 9 (0:5, 1:2, 0:2) | Монфорт М | Канада Центр, Метула |

| Отчёт                | Отчёт                                   | Отчёт | Отчёт | Отчёт             |
| -------------------- | --------------------------------------- | --- | ----- | ----------------- |
|                      |                                         | |       |                   |
|                      |                                         | |       | Судья: Амит Лазми |
|                      | Голы:                                   | |       |                   |
| Дотан Тубуль — 33:05 | 0:1 0:2 0:3 0:4 0:5 0:6 0:7 1:7 1:8 1:9 | 03:05 — Маром Авраам 08:00 — Марк Ревняга 15:00 — Ури Бенхар 16:20 — Марк Ревняга 19:50 — Маром Авраам 22:00 — Маром Авраам 31:00 — Маром Авраам 57:56 — Марк Ревняга 18:34 — Ури Бенхар |       |                   |
|                      |                                         | |       |                   |
|                      |                                         | |       |                   |
|                      |                                         | |       |                   |
|                      |                                         | |       |                   |
|                      |                                         | |       |                   |
|                      | 6                                       | Броски | 4     |                   |